# Weihnachtslotterie

Logo des Staatsunternehmens Loterías y Apuestas del Estado

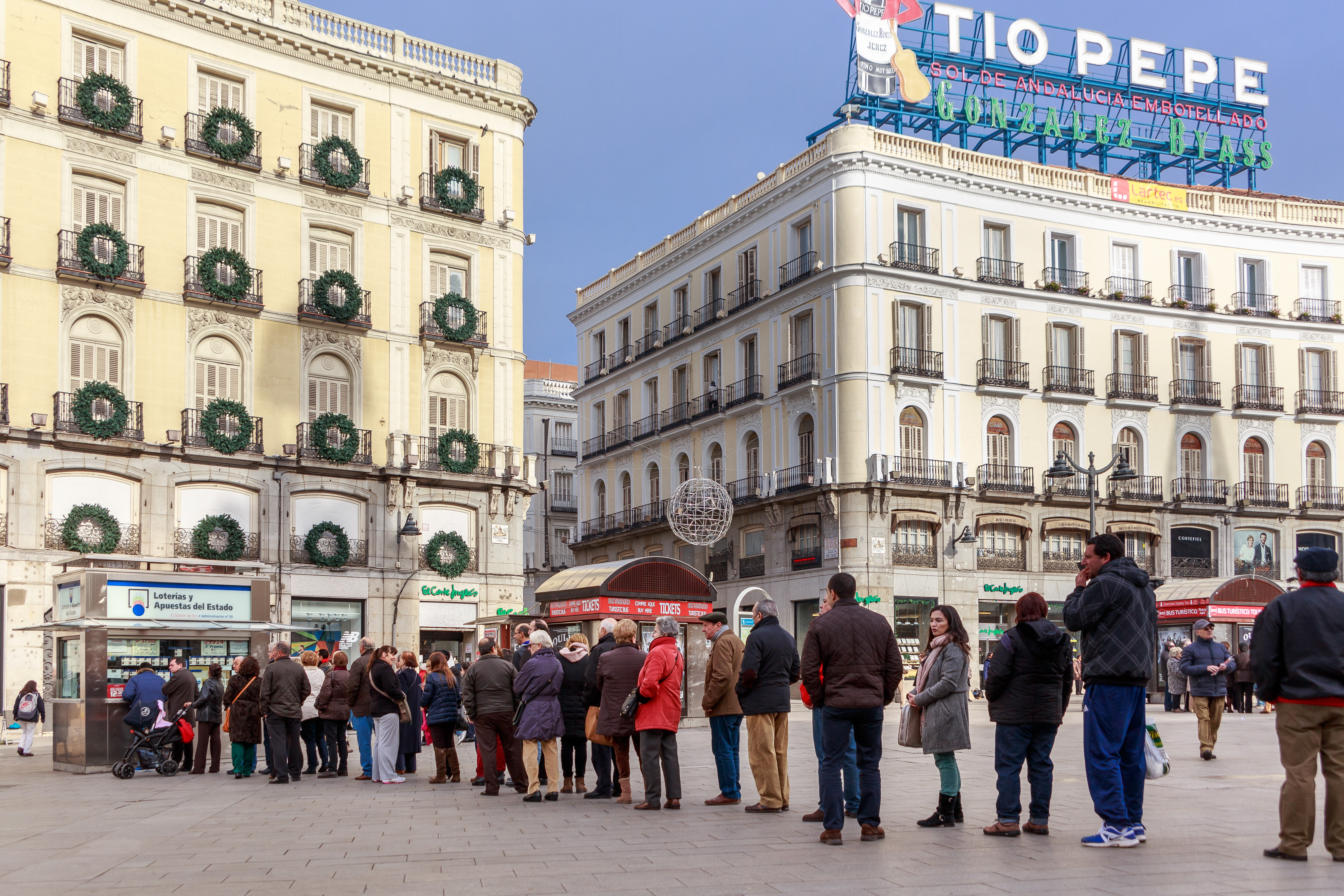
Warteschlange von Weihnachtslottoscheinkäufern vor einer Verkaufsstelle in der Puerta del Sol, Madrid

Die Weihnachtslotterie (spanisch Sorteo de Navidad) ist eine in Spanien seit 1812 ausgespielte Form der staatlichen Lotterie, die jedes Jahr am Vormittag des 22. Dezember stattfindet. Die Bezeichnung Sorteo de Navidad tauchte erstmals im Jahr 1892 auf. Sie ist eine Sonderziehung (offiziell: Sorteo Extraordinario de Navidad) der durch das Staatsunternehmen Loterías y Apuestas del Estado zweimal wöchentlich ausgespielten Lotería Nacional. Die spanische Weihnachtslotterie gilt, gemessen an der ausgespielten Gesamtsumme, als die größte Lotterie der Welt; der Hauptpreis wird als El Gordo („Der Dicke“) bezeichnet.

## System der Lotterie
Die Weihnachtslotterie basiert, wie auch die regulären Ziehungen der Lotería Nacional, auf Losen mit 5-stelligen Nummern. Seit 2011 gibt es 100.000 Losnummern (00000 bis 99999), früher waren es weniger (z. B. von 2005 bis 2010 nur 85.000). Ein ganzes Los (billete) ist auf einen etwa DIN-A4-großen Papierbogen gedruckt, der durch Perforierungen in zehn Zehntellose (décimos) unterteilt ist. Alle décimos eines billete tragen dieselbe Losnummer. Ein décimo kostet seit Einführung des Euro gleichbleibend 20 Euro, ein ganzes Los damit 200 Euro.
Aufgrund der großen Beliebtheit der Lotterie werden die Nummern je in mehreren sogenannten „Serien“ der Lose aufgelegt. 2023 z. B. existieren von jedem billete 185 Serien, sodass 185 billetes und damit 1.850 décimos dieselbe Losnummer tragen. Die Lose der gewöhnlichen Wochenziehungen der Lotería Nacional werden nur in sechs Serien aufgelegt und kosten auch weniger. Die genaue Anzahl Losnummern und Serien sowie deren Preis und die genaue Gewinnaufteilung werden jedes Jahr neu bestimmt. Ein ganzes Los (billete) ist damit recht teuer; übliche Verkaufseinheiten sind die Zehntellose.

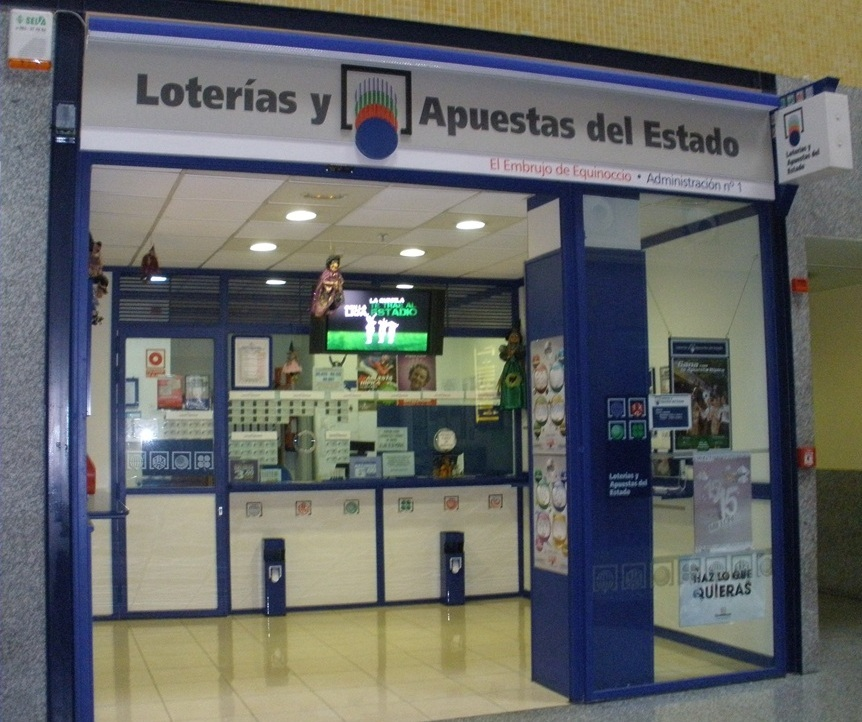
Verkaufsstelle der Loterías y Apuestas del Estado

Lose können nur an den Verkaufsstellen der Loterías y Apuestas del Estado erworben werden, von denen es landesweit über 10.500 gibt. Da von jeder Losnummer nur 185 billetes vorhanden sind, ist nicht jede Losnummer bei jeder Verkaufsstelle erhältlich. Wer also Wert auf eine bestimmte Losnummer legt, muss eine Verkaufsstelle ermitteln, wo diese angeboten wird (was über die Internet-Seite des Lottounternehmens erfolgt). Die billetes werden nicht direkt alle, sondern nach und nach je nach Bedarf an die Verkaufsstellen ausgeliefert. Seit 2010 besteht die Möglichkeit, Lose oder décimos auch an elektronischen Terminals in den Verkaufsstellen der Loterías y Apuestas del Estado zu erwerben. Dabei ist es dann auch möglich, sich eine bestimmte Losnummer auszusuchen (solange noch nicht alle billetes mit dieser Nummer für den Verkauf auf dem traditionellen Vertriebsweg ausgeliefert worden sind). Die Lose sind jedes Jahr bereits ab etwa Mitte Juli erhältlich.
Am 22. Dezember werden die folgenden Gewinne gezogen (Stand 2023; die Gewinnsumme bezieht sich jeweils auf ein ganzes Los, mit einem décimo gewinnt man also nur ein Zehntel dieser Summe):
- 1 Erster Preis über 4.000.000 Euro, genannt El Gordo.
- 1 Zweiter Preis über 1.250.000 Euro.
- 1 Dritter Preis über 500.000 Euro.
- 2 Vierte Preise über 200.000 Euro.
- 8 Fünfte Preise über 60.000 Euro.
- 1.794 Preise über je 1.000 Euro, genannt Pedrea („Hagel- oder Steinschlag“), weil es diese Preise bei der Ziehung nur so hagelt.

Es gewinnen alle 185 billetes der gezogenen Losnummern. Die Gesamtgewinnsumme z. B. des Gordo machte 2023 also 740 Mio. Euro aus.
Neben den gezogenen Nummern gewinnen aber auch noch andere nicht gezogene Losnummern, nämlich (Stand 2022):
- 2 Preise über 20.000 Euro für die Losnummern direkt vor und nach dem Ersten Preis (aproximación).
- 2 Preise über 12.500 Euro für die Losnummern direkt vor und nach dem Zweiten Preis (aproximación).
- 2 Preise über 9.600 Euro für die Losnummern direkt vor und nach dem Dritten Preis (aproximación).
- 297 Preise über 1.000 Euro für die Losnummern, deren erste 3 Ziffern mit den ersten 3 Ziffern des Ersten, Zweiten oder Dritten Preises übereinstimmen (centena).
- 198 Preise über 1.000 Euro für die Losnummern, deren erste 3 Ziffern mit den ersten 3 Ziffern eines der beiden Vierten Preise übereinstimmen (centena).
- 2.997 Preise über 1.000 Euro für die Losnummern, deren letzten beiden Ziffern mit den letzten beiden Ziffern des Ersten, Zweiten oder Dritten Preises übereinstimmen.
- 9.999 Einsatzrückzahlung (reintegros) über 200 Euro für die Losnummern, deren letzte Ziffer mit der letzten Ziffer des Ersten Preises übereinstimmt.

Alle Preise pro Los sind fest. Wird also eine „unbeliebte“ Zahl gezogen, von der weniger Lose verkauft worden sind, muss das Lottounternehmen insgesamt auch weniger Gewinne ausschütten. Umgekehrt kommen mehr Gewinne zur Auszahlung, wenn eine häufig verkaufte Zahl gezogen wird.
So waren beispielsweise für die 2019 auszuspielende Weihnachtslotterie Gewinne in Höhe von insgesamt 2,52 Milliarden Euro vorgesehen, was 70 % der Einsätze entspricht (vergleiche die Ausschüttung im deutschen Lotto: 50 %). Von den verbleibenden 30 % werden 3,7 % als Provision an die Verkaufsstellen gezahlt und ca. 22 % fallen dem Staat als Gewinn zu. Der Rest sind Aufwendungen. 
Im Jahr 2011 wurde die Zahl der Losnummern von 85.000 auf 100.000 erhöht, womit die Gewinnwahrscheinlichkeit sank. Im Gegenzug wurden die Gewinnsummen erhöht – Der gordo für ein Zehntellos beläuft sich seither auf 400.000 statt 300.000 Euro. Bis 2013 waren Gewinne bei von Loterías y Apuestas del Estado organisierten Lotterien steuerfrei. Seitdem werde Gewinne über einem Freibetrag von 2.500 Euro mit 20 % versteuert. Die Summe wird direkt bei der Auszahlung als Quellensteuer abgeführt. Der Netto-Hauptgewinn für ein Zehntellos liegt mit 320.500 Euro nur 20.500 Euro höher als vor Erhöhung der Gewinnsumme 2011. Durch die Quellensteuer werden faktisch nicht 70, sondern 63,3–63,7 % ausgeschüttet (je nachdem, ob ganze oder Zehntellose betrachtet werden). Da Spanien mit Deutschland ein Doppelbesteuerungsabkommen geschlossen hat, kann ein deutscher Gewinner diese Steuer vom spanischen Finanzamt im Folgejahr zurückfordern, da in Deutschland Lotteriegewinne steuerfrei sind.

## Die Ziehung
Die erste Ziehung fand am 18. Dezember 1812 statt, wegen des Spanischen Unabhängigkeitskriegs in Cádiz. Der Ablauf ist seitdem weitgehend unverändert geblieben. Heute findet die Ziehung alljährlich am Morgen des 22. Dezember in Madrid statt (seit 2012 im Teatro Real). Die Ziehung ist – wie alle Ziehungen der Lotería Nacional – öffentlich. Seit 1967 wird sie zudem live im Fernsehen übertragen. Die Fernsehübertragung erreicht Einschaltquoten von um die 50 %. Die Ziehung gilt im öffentlichen Bewusstsein als das Ereignis, mit dem die Weihnachtszeit eingeläutet wird, die in Spanien bis zum Dreikönigstag (eigentlich der traditionelle Tag der Bescherung) dauert. Am Dreikönigstag wird eine weitere Sonderziehung (Sorteo Extraordinario de El Niño) ausgespielt.
In einer großen Trommel befinden sich so viele Holzkugeln (3 Gramm schwer, 18,8 mm im Durchmesser, aus Buchsbaumholz und laserbeschriftet, damit keine Gewichtsunterschiede durch mehr oder weniger Tinte entstehen) wie es Losnummern gibt (2022 also 100.000) und die jeweils mit einer Losnummer beschriftet sind. In einer kleineren Trommel liegen ebenso viele Holzkugeln wie es Preise gibt und die mit der jeweiligen Gewinnsumme beschriftet sind (also 2022: 1.794 Kugeln mit 1.000 Euro, acht mit 60.000 Euro, zwei mit 200.000 Euro und je eine mit 500.000, 1,25 Mio. und 4 Mio. Euro).
Es fällt gleichzeitig aus jeder der beiden Trommeln eine Kugel in eine Glasschale. Diese werden von zwei Schülern des Madrider Colegio San Ildefonso – einem ehemaligen Waisenhaus für Jungen, das mittlerweile eine Schule für Jungen und Mädchen aus großteils schwierigen Familienverhältnissen geworden ist – aus den Schalen genommen und eines der Kinder singt die Losnummer und das andere die auf sie entfallene Gewinnsumme, in den meisten Fällen also „mil euros“ (1.000 Euro).
Diese Prozedur wiederholt sich so oft, bis alle Preise gezogen sind (2022 also 1.807-mal). Nach jeweils 20 gezogenen Gewinnen werden beide Trommeln gedreht, sodass sich die Kugeln neu durchmischen. Insgesamt dauert die Ziehung so ca. 3,5 Stunden und gewinnt ihre Spannung dadurch, dass einer der Hauptpreise jederzeit, theoretisch schon mit der ersten oder auch erst mit der letzten Kugel aus der Gewinntrommel fallen kann. Gut 45 Minuten nach Ende der Ziehung und nach wiederholtem Überprüfen werden die Gewinnnummern offiziell veröffentlicht. Die Lose sind übertragbar und müssen spätestens drei Monate nach der Ziehung zur Einlösung vorgelegt werden.

## Bedeutung

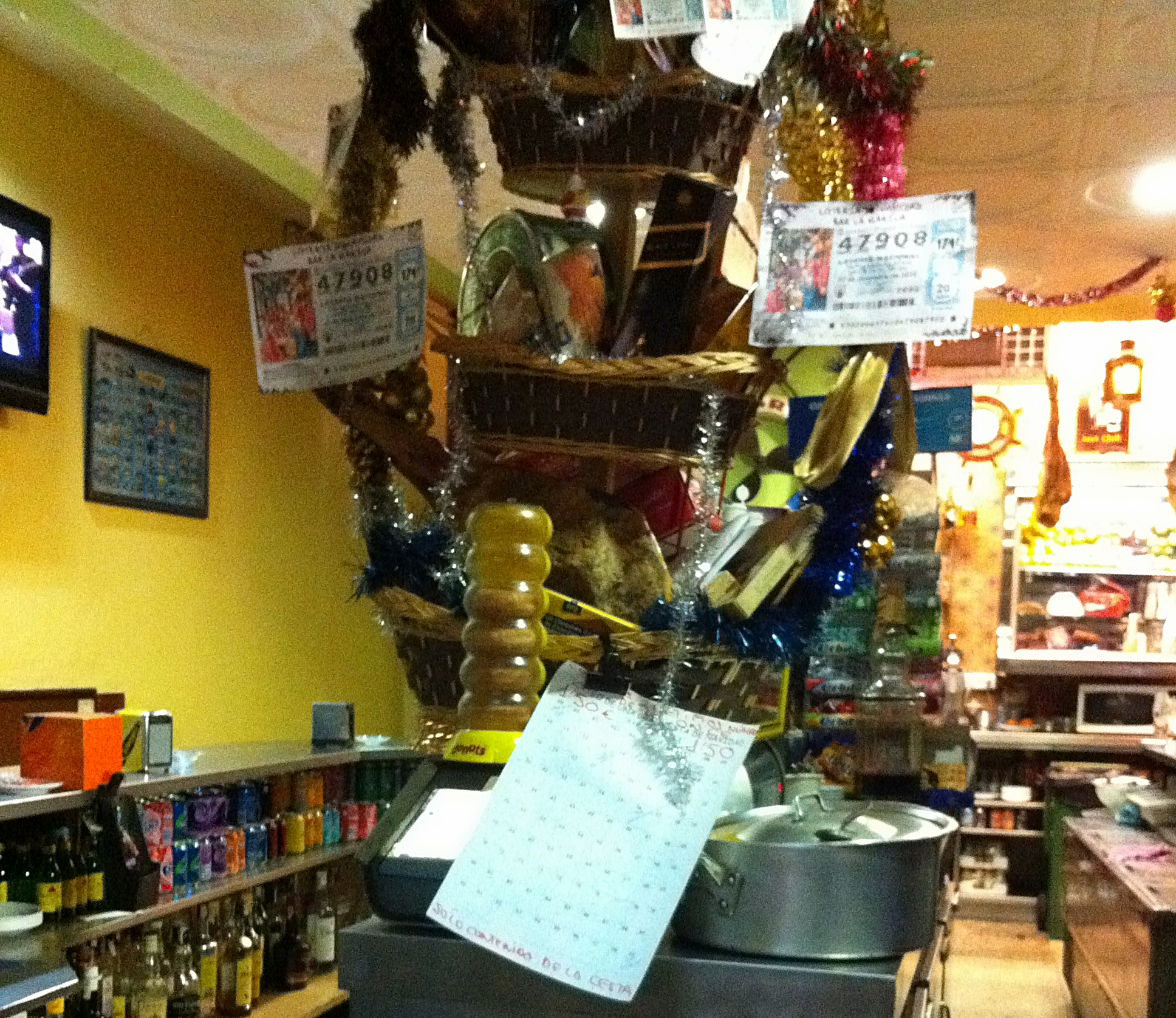
Geschenkkörbe und Lose in einer Bar in Santa Cruz de Tenerife (2010)

Die Weihnachtslotterie ist eine der weltweit größten und bekanntesten Lotterien. In Spanien ist sie tief im öffentlichen Bewusstsein verwurzelt. 2021 wurden Lose im Wert von ca. 3 Mrd. Euro verkauft (etwa 88 % aller Lose, die verfügbar gewesen wären). Damit war durchschnittlich jeder Einwohner im Besitz von ca. 3 décimos. Auf die Weihnachtslotterie entfällt etwa ein Viertel der jährlichen Verkaufserlöse der Loterías y Apuestas del Estado.
Beliebt sind auch „Spielgemeinschaften“: So kaufen viele Vereine eine bestimmte Zahl von Losen und verkaufen Anteile davon (die auch kleiner als ein Zehntellos sein können) mit einem kleinen Preisaufschlag, der in die Vereinskasse wandert, an ihre Mitglieder weiter. Auch in vielen Kneipen können solche Anteile an vom Wirt gekauften Losen erworben werden. Dieses Phänomen ist aber nicht nur bei der Weihnachtslotterie anzutreffen, sondern auch bei den regulären Ziehungen der Lotería Nacional oder anderer Lotterien.
Gesprächsthema bietet auch immer der Werbespot für die Weihnachtslotterie, der alljährlich ab Anfang November ausgestrahlt wird. 2013 war dies ein von dem bekannten Regisseur Pablo Berger produziertes, vor der pittoresken Kulisse des Städtchens Pedraza gedrehtes Musikvideo, in dem Montserrat Caballé, Raphael, David Bustamante, Marta Sánchez und Niña Pastori zur Melodie von Always on My Mind singen. Die etwas pathetische Gestaltung machte den Spot zu einem Internetphänomen: Schon kurz nach seiner Veröffentlichung kursierten mehrere satirische Überarbeitungen im Netz.

## Gewinnwahrscheinlichkeit
Laut Miguel Córdoba Bueno, Dozent für angewandte Mathematik an der Universität CEU San Pablo, verhielten sich die Gewinnwahrscheinlichkeiten 2008 wie folgt:
- 84,32 % der Lose verlieren.
- 10 % der Lose erhalten den Einsatz zurück.
- 5,68 % gewinnen, wobei natürlich nicht gesagt ist, welchen Preis. (Bei der deutschen Lotterie sind es 1,9 %)

Ausgeschüttet werden 69,7 % aller Einnahmen.

## El Gordo
Der Höhepunkt des Tages ist es, wenn aus der Gewinntrommel der Gordo (2013: 4 Millionen Euro für jedes der 170 billetes mit der gezogenen Zahl) fällt. Da die Verkaufsstellen meist sehr viele Zehntellose derselben Nummer verkaufen, verbuchen häufig ganze Dörfer oder Firmenbelegschaften pro Kopf einen sechsstelligen Gewinn. Fernsehberichten zufolge führt dies bisweilen zu einem drastischen Anstieg der lokalen Immobilienpreise. 2017 wurden ca. 2,4 Mrd. Euro ausgeschüttet, darunter 520 Mio. Euro in der galicischen Stadt Vilalba.
Im Jahr 2023 fand die Lotterie am 22. Dezember im Teatro Real in Madrid statt. Um 13:16 Uhr wurde der Hauptgewinn gezogen, so spät wie noch nie seit Beginn der Aufzeichnungen der Ziehung im Jahr 1993. Es gewann das Los mit der Nummer „88008“. Im Jahr 2024 ging der Hauptgewinn von vier Millionen Euro an das Los „72480“. Alle Lose waren in der nordspanischen Stadt Logroño verkauft worden. Einen Großteil davon hatte sich ein Basketballverein aus Madrid gesichert.
In nichtspanischsprachigen Ländern wird bisweilen der Begriff El Gordo spezifisch für die Weihnachtslotterie gehalten und teilweise sogar angenommen, es sei der Name der Weihnachtslotterie insgesamt. Dagegen steht El Gordo ganz allgemein für „Der Hauptpreis“, den also auch andere Lotterien haben. Zudem findet in Spanien seit einiger Zeit die wöchentliche Lotterie namens El Gordo de la Primitiva statt, die ebenfalls nicht zu verwechseln ist mit der Weihnachtslotterie.

## Trivia

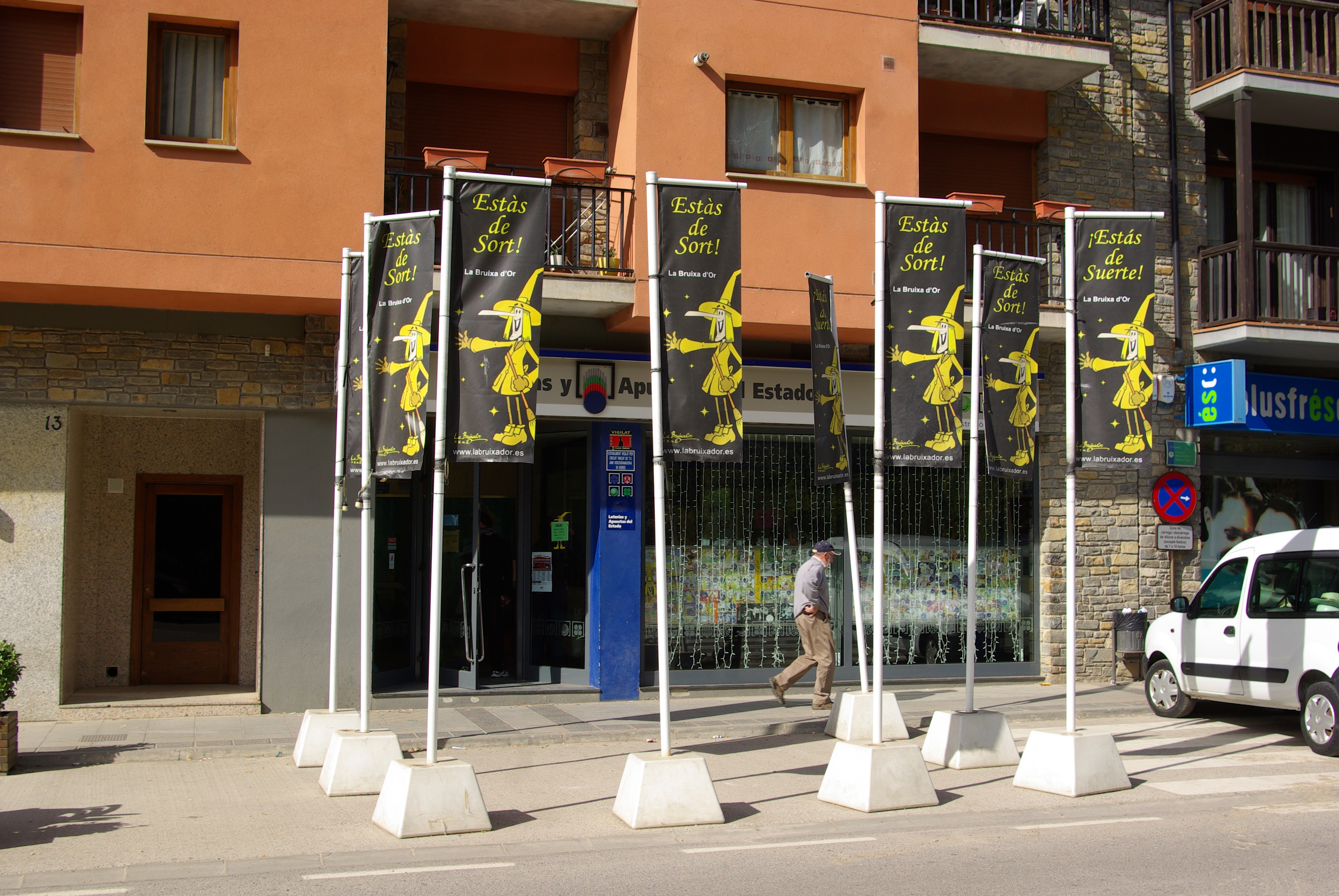
Die Verkaufsstelle La Bruixa d’Or in Sort

Eine Besonderheit der Weihnachtslotterie stellt der Ort Sort (Autonome Gemeinschaft Katalonien) dar: Da Sort auf Katalanisch „Glück“ bedeutet, zieht der Ort eine große Anzahl Touristen aus ganz Spanien an, die dort oft Lose für das Glücksspiel kaufen. Tatsächlich wurden schon überdurchschnittlich viele Gewinn-Lose in Sort verkauft; in einem Zeitraum von zehn Jahren gab es fünf Hauptgewinner. Die dortige Verkaufsstelle La Bruixa d’Or (katalanisch: Die Goldhexe) ist bei Weitem die umsatzstärkste des Landes. Hier können Lose auch per Internet bestellt werden, die dann mit der Post geliefert werden.
Vor der Währungsumstellung auf Euro betrug der Gewinn je Los in der untersten Gewinnklasse 150.000 Peseten. Da dieser Gewinn insgesamt 1.774-mal gezogen wurde, mussten die Kinder des Colegio San Ildefonso genauso oft „ciento cincuenta mil pesetas“ singen, ab 2002 jedoch nur noch „mil euros“ (1.000 Euro). Hierdurch verkürzte sich die Ziehungsprozedur im Vergleich zu der letzten Peseta-Ziehung im Jahr 2001 um neun Minuten.

## Medien
- Peter Onneken: Die verrückteste Lotterie der Welt. Reportage. WDR, Deutschland 2023